# ليبور هردليتشكا
ليبور هردليتشكا (بالسلوفاكية: Libor Hrdlička)‏ هو لاعب كرة قدم سلوفاكي في مركز حراسة المرمى، ولد في 2 يناير 1986 في براتيسلافا في سلوفاكيا. شارك مع منتخب سلوفاكيا تحت 18 سنة لكرة القدم. أما مع النوادي، فقد لعب مع زبرويوفكا برنو وميتالوره زابورجيا ونادي دينامو تبليسي.

## وصلات خارجية
- ليبور هردليتشكا على موقع اتحاد أوكرانيا (الإنجليزية)
- ليبور هردليتشكا على موقع قاعدة بيانات كرة القدم.إي يو (الإنجليزية)
- ليبور هردليتشكا على موقع Soccerway.com (الإنجليزية)
- ليبور هردليتشكا على موقع عالم كرة القدم.نت (الإنجليزية)